# Солонер
Солонер (мар. Соланъер) — деревня в Оршанском районе Республики Марий Эл. Входит в состав Шулкинского сельского поселения.

## География
Находится в северной части республики Марий Эл на расстоянии приблизительно 12 км по прямой на восток-северо-восток от районного центра посёлка Оршанка.

## История
Основана выходцами из деревни Зинково Пижанского района. В 1848 году В починке Солонерский насчитывалось 14 дворов, 148 жителей, в 1891 году 76 и 468 соответственно. В 1970-е годы в связи с закрытием ферм население стало разъезжаться. В 1993 году в деревне насчитывалось 23 хозяйства, 56 жителей, в 2003 20 хозяйств, проживали пенсионеры. В советское время работали колхозы «Серп и молот», «Революция», «Путь Ленина», совхоз «Родина».

## Население
Население составляло 28 человек (русские 93 %) в 2002 году, 18 в 2010.